# Neumünster
Neumünster est une ville indépendante (kreisfreie Stadt) du Schleswig-Holstein en Allemagne. 
Elle est entourée des Kreise de Plön, Segeberg et Rendsburg-Eckernförde. La ville se situe à environ 30 km au sud de Kiel et 70 km au nord de Hambourg. Après Kiel, Lübeck et Flensbourg, il s'agit de la quatrième plus grosse ville du Land.

Situation dans le Schleswig-Holstein.

## Bâtiments

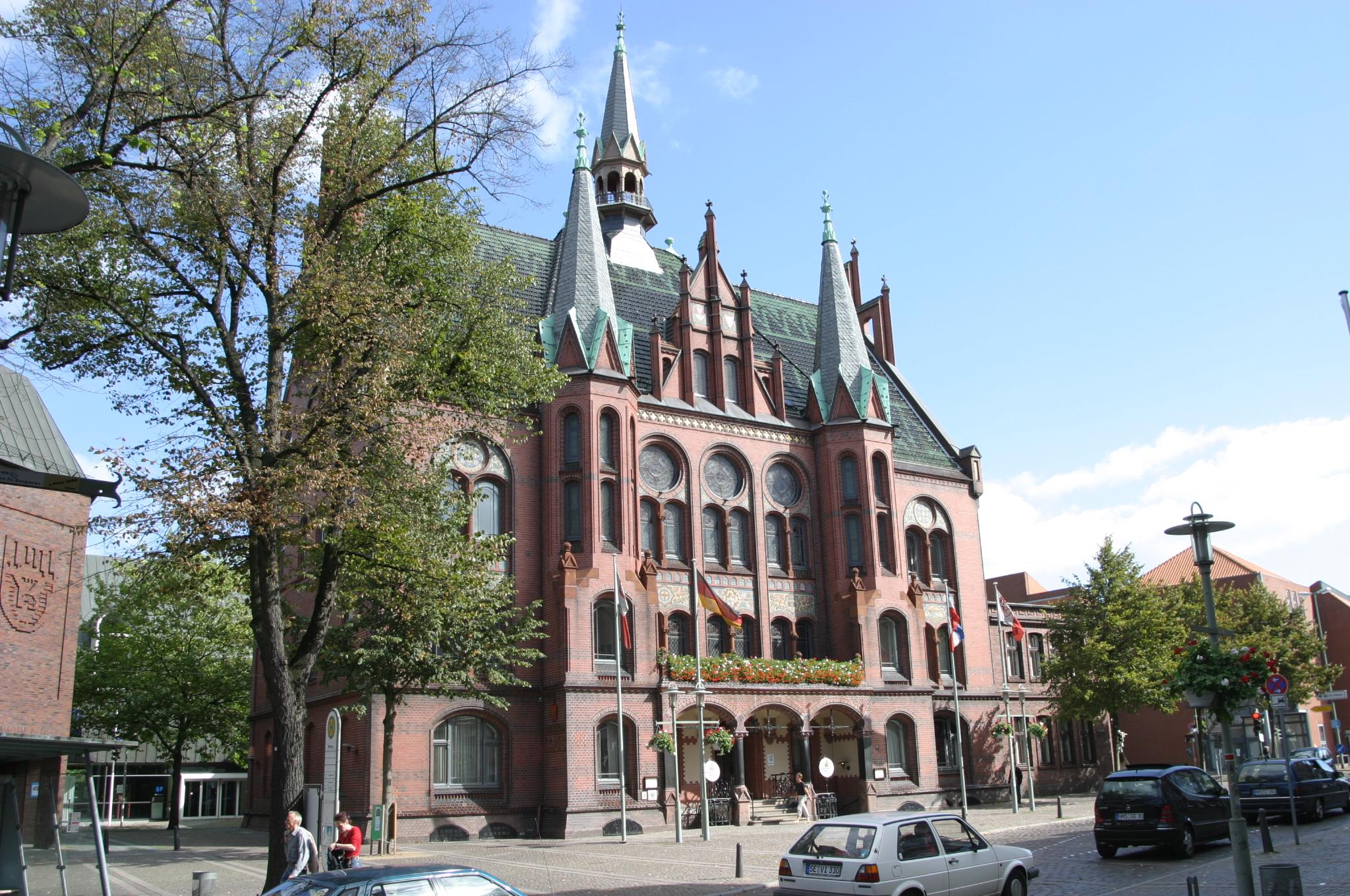
Rathaus (hôtel de ville).
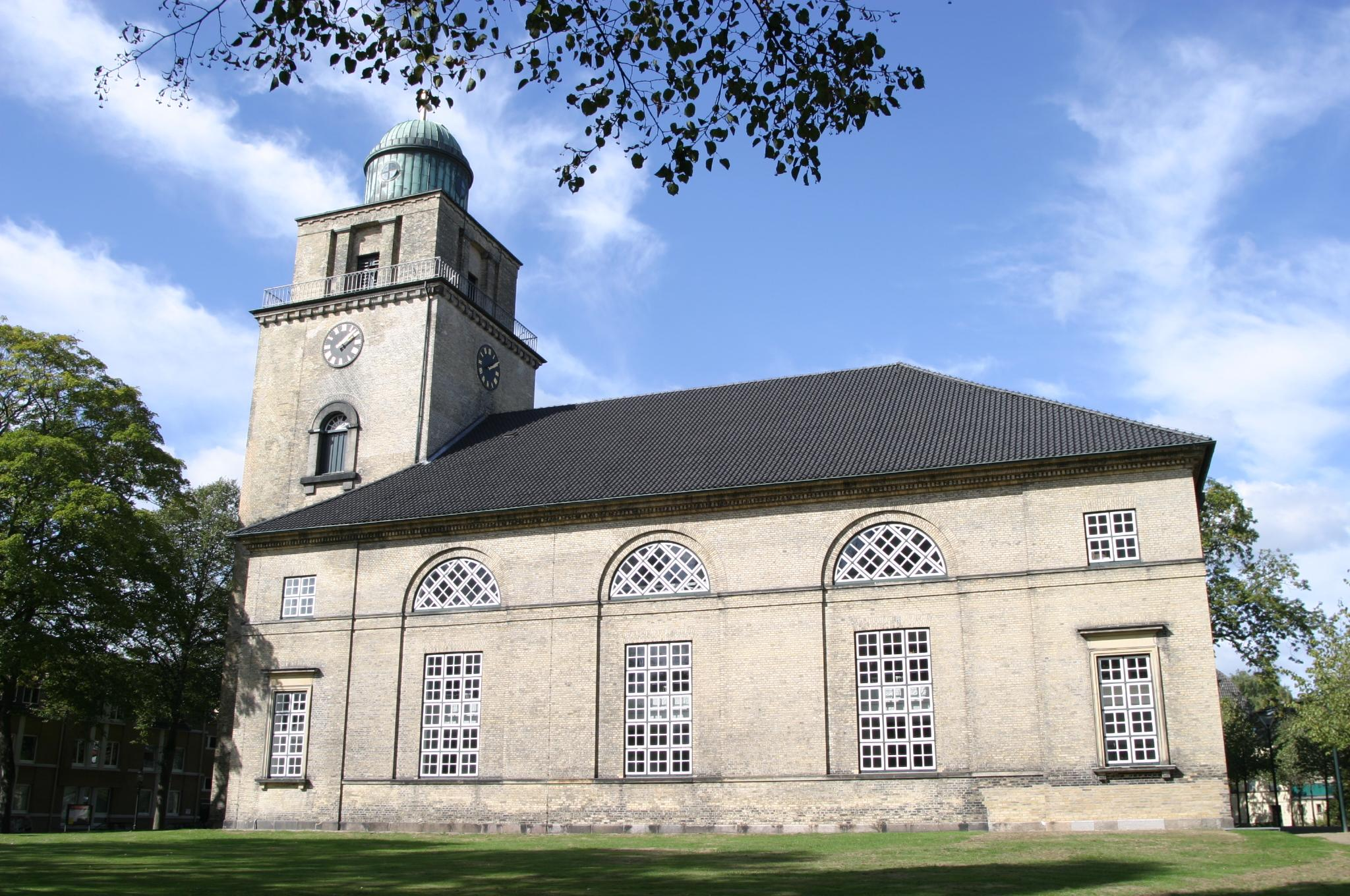
Vicelinkirche (église Vicelin).
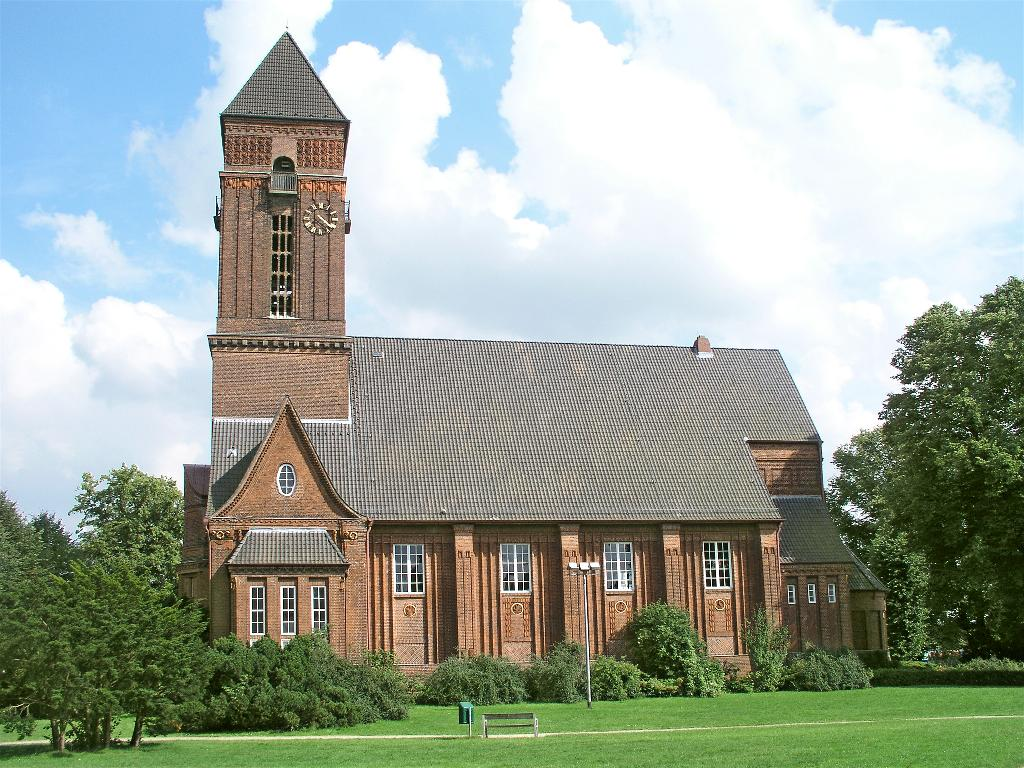
Anscharkirche.

## Histoire
| Appartenances historiques Duché de Holstein 1474-1544 Duché de Holstein-Gottorp 1544-1773 Duché de Holstein 1773-1866 Royaume de Prusse (Province du Schleswig-Holstein) 1866-1918 République de Weimar 1918-1933 Reich allemand 1933-1945 Allemagne occupée 1945-1949 Allemagne 1949-présent |

## Jumelages
- Samsun, Turquie
- Parchim, Allemagne
- Gravesend (Kent), Royaume-Uni
- Koszalin, Pologne
- Giżycko, Pologne

## Personnages célèbres
- Walter Betram (1893-1971), homme politique
- Detlev Blanke (1941-)
- Panik, groupe de rock alternatif
- Stefan Schnoor (1971-), footballeur
- Gerhard Wessel (1913-2002), président du Bundesnachrichtendienst (1968-1978)

## Honneurs
L'astéroïde (342000) Neumünster porte son nom.